# Xavier Dor
Pour les articles homonymes, voir Dor.
Xavier Dor, né le 30 janvier 1929 à Marseille et mort le 4 avril 2020 à Paris, est un pédiatre et embryologiste français, connu pour sa lutte contre l'avortement en France. Il est notamment le principal cofondateur et le président de l'association SOS tout-petits de  1996 à 2016. Il est entre autres l'initiateur des « commandos anti-IVG », et fut condamné onze fois par la justice française dans le cadre de son activisme.  

## Biographie

### Situation personnelle
Issu d'une famille bourgeoise — son père est directeur de la Transatlantique à Cuba —, Xavier Dor a quatre enfants avec son épouse, Françoise Dugé de Bernonville, fille de Jacques de Bernonville. Il est proche, par ailleurs, des Lazaristes de la rue de Sèvres, à Paris, où il assiste à la messe quotidiennement. 
Durant ses études de médecine, qu'il effectue à Paris, il se spécialise en pédiatrie. En 1962, il soutient une thèse sur les liens possibles entre la choréo-athétose et la maladie de Parkinson. Il devient ensuite chef du service pédiatrique à l'hôpital central d'Abidjan, en Côte d'Ivoire, et ce jusqu'en 1968. Rentré en France, il devient, en 1975, chef de travaux en anatomie et organogenèse, avant d'obtenir un doctorat ès sciences en 1979. De 1975 à 1995, il exerce aussi à l'hôpital de la Pitié-Salpêtrière.
Dans le même temps, il est chercheur en embryologie cardiaque à l'INSERM et maître de conférences à l'université Paris-VI.
Il meurt des suites de la maladie à coronavirus 2019 le 4 avril 2020,.

### Engagement contre l'avortement
Proche de l'association Laissez-les-vivre, dont il participe à plusieurs réunions et manifestations, le Dr Dor fonde l'association Mère de Miséricorde en 1981, dans le but de « venir en aide, par l'écoute, la prière et le jeûne, aux femmes tentées par l'avortement ou ayant déjà avorté ».
En 1986, avec quatre amis, il fonde également l'association SOS tout-petits, dont il devient le président. Il crée alors, avec ces derniers, les « commandos anti-IVG » — pour Yves Chiron, toutefois, « l'expression « commando » ne correspond pas aux actions qu'a menées [Xavier Dor] », puisque ce dernier « a toujours insisté sur leur caractère « pacifique ». Selon Libération, les actions menées par l'association consistent, pour les militants, à s'introduire dans des hôpitaux ou des cliniques où sont pratiquées des IVG, parfois dans des parties interdites au public, à s'enchaîner et chanter des cantiques, et à menacer le personnel et les patientes. Pour La Nef, l'association « a pour seule arme la prière et, quand elle est possible, la discussion ». La première « opération » a lieu à l'hôpital Tenon, à Paris, le 10 janvier 1987. Elle est volontairement médiatisée, deux photographes de presse accompagnant la quarantaine de manifestants. Les opérations se succèdent ensuite dans différents établissements de la capitale et du reste de la France. 
Selon Neil Datta, secrétaire général du Forum parlementaire européen sur la population et le développement, Xavier Dor est le représentant français de la « première génération anti-choix », apparue dans les années 1980-1990 à la suite de la légalisation du droit à l'avortement dans les pays occidentaux (États-Unis, France, Allemagne). Elle décrit cette première génération comme « un mouvement de protestation sociale qui existe à travers les manifestations et les opérations chocs » et explique qu'elle « provoquait un effet de nuisance certain, mais [qu'elle] n’a rencontré aucun succès », ajoutant que ce mouvement était « amateur, très local » et qu'il « s’est éteint assez rapidement ».
Le 9 juillet 2015, trois jeunes militants de l'association SOS tout-petits entrent dans les locaux du Planning familial situé dans le 2e arrondissement de Paris, pour y distribuer des tracts anti-avortement aux femmes présentes, avant de commencer une prière dans la cour des locaux et d'être interrompus par la police. Cet événement est pour Xavier Dor représentatif de ce qu'il appelle la « relève », c'est-à-dire un rajeunissement de la cohortes des militants anti-avortement. Ainsi, selon Xavier Dor, « de plus en plus de jeunes rejoignent nos rangs ». Cette « relève », composée de jeunes qui le considèrent comme un mentor, lui permet aussi de mener de nouvelles actions. Ainsi, peu après, Xavier Dor s'en va tracter avec deux jeunes devant le service d’orthogénie de l’hôpital parisien de Port-Royal. Il déclare à propos de son combat : « même sur mon lit de mort, je continuerai ».
Il quitte la présidence de l'association SOS tout-petits en février 2016. Lui succède alors le Dr Philippe Piloquet, embryologiste, cytogénéticien et maître de conférence en imagerie médicale à l'université de Nantes.

### Condamnations
Xavier Dor est condamné à onze reprises pour ses actions,, notamment après l'adoption en 1993 de la loi Neiertz, créant le délit d'entrave à l'interruption volontaire de grossesse, et pour avoir organisé des manifestations sans autorisation. La première peine est prononcée le 30 mai 1994 par la 11e Chambre de la Cour d'Appel de Paris (1 mois de prison avec sursis et 5000 F d'amende) pour une intervention à la maternité des Lilas le 16 mai 1992. Il est encore condamné à huit mois de prison, dont cinq  avec sursis, sous le régime de la peine aménagée par la cour d'appel de Versailles en mars 1996.
En 2014, il est jugé en appel pour avoir organisé une manifestation anti-IVG le 2 avril 2011 devant l’hôpital Saint-Vincent-de-Paul, dans le 14e arrondissement de Paris, ainsi que pour avoir, à la suite d’une irruption dans un centre du Planning familial de Paris en juin 2012, pris à partie des patientes et exercé une « pression morale et psychologique » sur une candidate à l'avortement. À celle-ci, constituée partie civile du procès, il avait remis des chaussons tricotés et une médaille figurant la Vierge Marie, un acte dont la plaignante témoigne de la violence au cours d'une audience,,. La cour d’appel de Paris prononce une relaxe pour son action de 2011 et le condamne à 10 000 euros d’amende, dont la moitié avec sursis, pour entrave à l'IVG.

## Ouvrages
- Le Crime contre Dieu, Perrin & Perrin, Paris, 1998.
- Le Livre blanc de l'avortement en France, chap 8, collectif 30 ans, ça suffit, Tequi, Paris, 2006.
- L'Opposition à l'avortement : du lobby au commando, Berg International, Paris, 1995.
- Combats contre la pesanteur : chroniques d'un militant anti-avortement , Presses De La Delivrance, Paris, 2021.